# Oceanhorn 2: Knights of the Lost Realm
Oceanhorn 2: Knights of the Lost Realm est un jeu vidéo d'action-aventure développé et édité par Cornfox & Bros., sorti en septembre 2019 sur Apple Arcade. Il fait suite à Oceanhorn: Monster of Uncharted Seas. Le jeu est porté en octobre 2020 sur Nintendo Switch.
Le 29 janvier 2021, le développeur Cornfox & Bros annonce s’associer avec FDG Entertainment pour développer les versions PlayStation 5, Xbox Series et PC du jeu.